# Sven Ekdahl
Sven Ekdahl (* 4. Juni 1935 in der Provinz Småland in Südschweden) ist ein schwedischer Archivar, Bibliothekar und Historiker, mit Heide Ekdahl verheiratet, Vater von zwei Kindern und Großvater von drei Enkeln. Seit 1979 ist er in Berlin ansässig. Seine Forschungsschwerpunkte liegen in der Militär-, Ritterordens- und Rezeptionsgeschichte sowie der Edition historischer, emblematischer und genealogischer Quellen.

## Wissenschaftlicher Werdegang
Nach einem Studium der Geschichte an den Universitäten Göteborg und Göttingen, das er 1961 an der Universität Göteborg mit dem Magister- und Staatsexamen und 1967 mit dem Lizenziat abschloss, war er zunächst als Bibliothekar an der Universitätsbibliothek Göteborg (1965–1968) und dann als Archivar am Landesarchiv Göteborg (1968–1973) tätig. Als Stipendiat der Alexander-von-Humboldt-Stiftung (1974–1975) und der Max-Planck-Gesellschaft (1976–1979) kam er intensiver mit den Archivalien des Deutschen Ordens im damaligen Staatlichen Archivlager Göttingen in Berührung, zu denen nicht zuletzt das historische Staatsarchiv Königsberg gehörte. Die Promotion für den Doktorgrad (nicht aber das Doktorexamen) erfolgte 1977 an der Åbo Akademie, also der schwedischsprachigen Universität im finnischen Turku. Ein Jahr später (1978) habilitierte er sich an der Universität Göteborg und wurde dort auch zum Privatdozenten (assistant professor) ernannt. 1979–1999 war er als Wissenschaftlicher Mitarbeiter am Geheimen Staatsarchiv Preußischer Kulturbesitz in Berlin angestellt. Dorthin war das historische Staatsarchiv Königsberg mit den Archivalien des Deutschen Ordens in Preußen 1978/1979 von Göttingen her überführt worden. Seit 2002 ist er überdies Forschungsprofessor für mittelalterliche Geschichte am Instytut Polsko-Skandynawski in Kopenhagen.

## Forschung
Die Thematik seiner zahlreichen Veröffentlichungen dreht sich vor allem um die Schlacht bei Tannenberg von 1410 und den Deutschen Orden als Ritterorden, außerdem geht es ihm um besondere Aspekte der schwedischen Geschichte. Er nähert sich seinem langjährigen Forschungsschwerpunkt aus militär-, sozial- und rezeptionsgeschichtlicher Perspektive. Grundlegend ist seine These zum Verlauf der Schlacht bei Tannenberg, die den Stellenwert von Logistik und Nachschub, die topographischen Gegebenheiten und die Rolle der Litauer im Kampfgeschehen beleuchtet. Die Neubewertung des Schlachtverlaufs bestimmt bis in die Gegenwart nicht nur die wissenschaftliche Debatte (wo sie weitgehend akzeptiert ist), sondern auch die archäologische, museale und didaktische Aufarbeitung des Geschehens (wo traditionelle Geschichtsbilder nach wie vor die Politik und die Vorstellungen der breiteren Bevölkerung prägen). Weitere Einzelstudien Ekdahls gelten der Geschichte der spätmittelalterlichen Bewaffnung sowie den Lebensformen und der Bezahlung von Söldnern zu Wasser und zu Lande. In vielen Fällen legt er dazu auch die maßgeblichen Quellen in kritischer Edition vor. Einzelne Beiträge gelten auch kunsthistorischen Fragen. Ekdahl publiziert in Deutsch, Schwedisch und Englisch, einige seiner Beiträge wurden auch ins Französische, Litauische, Polnische, Russische, Spanische und Belarussische übersetzt. Er darf damit wohl zu Recht als Nord- und Mittelosteuropäer par excellence gelten.

## Engagement und Ehrungen
- 1986 Teilnahme an einer Tagung im Vatikan und einer Audienz bei Papst Johannes Paul II.[15]
- 1996–1999 Vorstandsvorsitzender des Nordostdeutschen Kulturwerks e. V., Lüneburg
- 1998 Vergabe des Stanisław-Sawicki-Preises durch das Instytut Polsko-Skandynawski in Kopenhagen
- 1999 Verleihung des Ordens des Großfürsten Gediminas (Staatsorden der Republik Litauen) durch den litauischen Präsidenten Valdas Adamkus
- 2002 Berufung als Vorstandsmitglied des Instytut Polsko-Skandynawski
- 2003 Redakteur des Jubiläumsbuchs der schwedischen Victoria-Kirchengemeinde in Berlin
- 2004 Ernennung zum Ehrendoktor der Universität Vilnius und 2005 zum Auswärtigen Mitglied der Litauischen Akademie der Wissenschaften
- 2013 Verleihung der Medaille Pro Meritis und Ernennung zum Generalsekretär am Instytut Polsko-Skandynawski
- 2014 Verleihung der Grunwald-Medaille durch die Gemeinde Grunwald (Polen)
- 2022 Verleihung der Medaille „Plus ratio quam vis“ in Silber durch die Jagiellonen-Universität in Krakau
- Mitherausgeber und/oder Redaktionsmitglied wissenschaftlicher Zeitschriften in Schweden, Deutschland, Polen und Litauen
- Mitglied der Historischen Kommission für ost- und westpreußische Landesforschung sowie weiterer Historikervereinigungen.

## Schriften
- Katalog för genealogisk forskning vid landsarkivet i Göteborg, Göteborg 1976. XI, 571 S. ISBN 91-7260-063-2.
- Die ‚Banderia Prutenorum‘ des Jan Długosz – eine Quelle zur Schlacht bei Tannenberg 1410. Untersuchungen zu Aufbau, Entstehung und Quellenwert der Handschrift. Mit einem Anhang: Farbige Abbildungen der 56 Banner, Transkription und Erläuterungen des Textes, Göttingen 1976 (= Abhandlungen der Akademie der Wissenschaften in Göttingen, Phil.-hist. Klasse, 3. Folge, Nr. 104). IX, 315 S. (mit 9 schwarz-weißen und 64 farbigen Abb.). ISBN 978-3-525-82382-8. 1992 ins Litauische übersetzt.[16]
- Die Schlacht bei Tannenberg 1410. Quellenkritische Untersuchungen. Bd. 1: Einführung und Quellenlage. Red.: Jürgen Vietig. Berlin 1982 (= Berliner Historische Studien 8; Einzelstudien 1). XX, 378 S. (mit 64 Abb.). ISBN 978-3-428-05243-1. 2010 ins Polnische übersetzt.[17]
- Das Soldbuch des Deutschen Ordens 1410/1411. Die Abrechnungen für die Soldtruppen. Mit ergänzenden Quellen, Teil 1: Text mit Anhang und Erläuterungen, Köln, Wien 1988 (= Veröffentlichungen aus den Archiven Preußischer Kulturbesitz 23/1). VI, 204 S. (mit 13 Abb.) ISBN 3-412-05285-X; Teil 2: Indices mit personengeschichtlichen Kommentaren. Red.: Dieter Heckmann, Köln, Weimar, Wien 2010 (= Veröffentlichungen aus den Archiven Preußischer Kulturbesitz 23/2). 408 S. ISBN 978-3-412-20583-6.
- Svenska Victoriaförsamlingen Berlin 1903–2003. Utgiven av Victoriaförsamlingens kyrkoråd, Berlin 2003. 576 S. (mit 550 Abb.). ISBN 3-00-011334-7
- Ieškant 1410 m. Žalgirio mūšio lauko. Nauji 2014–2019 m. tyrimai su metalo ieškikliais / In Search of the Battlefield of Tannenberg (Grunwald) of 1410. New research with metal Detectors in 2014–2019 / Auf der Suche nach dem Schlachtfeld von Tannenberg 1410. Neue Forschungen mit Metalldetektoren 2014–2019 / W poszukiwaniu pola bitwy Grunwaldzkiej 1410 roku. Nowe badania z wykrywaczami metali 2014–2019, Vilnius 2019. 280 S. zahlreiche Abb. und Karten. ISBN 978-609-8061-59-8.